# 草薙温泉
草薙温泉（くさなぎおんせん）は、山形県最上郡戸沢村（旧国出羽国、明治以降は羽前国）にある温泉。

## 泉質
- 硫黄泉

## 温泉街
国道47号沿いの最上川ライン下りの船着場の目の前に、2軒の旅館が存在する。展望大浴場からは最上川の流れが一望でき、この温泉の売りになっている。
温泉街の中に、山形新聞に連載された小説を基に建立された「最上川一夜観音」がある。

## 歴史
開湯は明治12年である。「磐根街道(現国道47号)」の工事中に温泉が湧出した。磐根街道の開削を命じた山形県初代県令の三島通庸が、近くにある古社、仙人堂の祭神である日本武尊にちなみ、日本武尊の詠んだ「草も木もなぎ払いつつ陸奥のみち踏分しかもそ此神」から命名したという。

## アクセス
- 鉄道 : 陸羽西線高屋駅下車。送迎バス有。
- バス : たちかわ交通(庄内交通系列)が、鶴岡駅-狩川駅-清川駅経由で白糸の滝ドライブイン行バスを一日3往復運行。終点下車。